# Незалежна лейбористська партія
Незалежна лейбористська партія (англ. Independent Labour Party, ILP) — політична партія соціалістичного спрямування у Великій Британії, заснована в січні 1893 на конференції шотландських і англійських соціалістів в Бредфорді.
З 1906 по 1932 рік Незалежна лейбористська партія була колективним членом Лейбористської партії Великої Британії і головною силою її лівого крила. 1975 року організація знову приєдналася до лейбористів як одна з лівих груп у партії.

## Історія
Заснування Незалежної лейбористської партії (НЛП) стало наслідком зростання незалежності робітничого руху та розчарування профспілок і радикальної інтелігенції в Ліберальній партії як інструменті забезпечення представництва робітничого класу в парламенті.
В установчій конференції Незалежної лейбористської партії взяли участь 130 делегатів, які представляли 91 місцевий осередок, 11 відділень Фабіанського товариства, 4 відділення марксистської Соціал-демократичної федерації. Були присутні Бернард Шоу, зять Карла Маркса Едуард Евелінг та Едуард Бернштейн, який звернувся з вітальним словом від СДПН. Відкинувши пропозицію шотландського делегата Джорджа Карсона назвати нову організацію «Соціалістичною робітничою (лейбористською) партією», більшість делегатів зупинилася на назві «Незалежна робітнича (лейбористська) партія».
1900 року представники НЛП взяли участь у конференції, в ході якої було створено Комітет робітничого представництва (на чолі з Рамсеєм Макдональдом), який 1906 року був перейменований у Лейбористську партію. НЛП увійшла до Лейбористської партії як колективний член, і до початку Першої світової війни намагалася зберігати ідейну та організаційну самостійність.
Багато членів НЛП вважали курс Лейбористської партії надто поміркованим, і в 1912 році низка осередків на чолі з Леонардом Холлом і Расселом Смартом, відкололися від НЛП, щоб об'єднатися з Соціал-демократичною партією (колишньою федерацією) у більш радикальну Британську соціалістичну партію. Навіть після цього розколу до квітня 1914 року чисельність НЛП сягнула 30 тис. членів.
Під час Першої світової війни більшість у партії зайняла пацифістські та антимілітарні позиції.
Після закінчення Першої світової війни у партії сформувалося досить сильне ліве крило, на чолі з Волтоном Ньюболдом, Шапурджі Саклатвалою та Раджані Палмом Даттом (згодом перейшли до комуністів). На з'їзді партії в 1920 році більшістю (529 голосів проти 144) було прийнято рішення про вихід із Другого Інтернаціоналу, але від вступу до Комінтерну з'їзд також відмовився. Після з'їзду 1921 року, що підтвердив відмову від вступу до Комінтерну, від партії відкололося ліве крило, що вступило до Комуністичної партії Великої Британії.
Незалежна лейбористська партія була однією з головних ініціаторок створення Віденського інтернаціоналу в 1921 році.
У роки Великої депресії НЛП, яка вимагала встановити державний контроль над банками і вжити ефективних заходів у боротьбі з безробіттям, виступала в ролі лівої опозиції лейбористському керівництву й особливо своєму колишньому товаришу Рамсею Макдональду, який сформував коаліційний уряд спільно з консерваторами. На парламентських виборах 1931 року НЛП відмовилася підкорятися вимогам парламентської фракції лейбористської партії; 5 обраних членів НЛП створили незалежну групу. 1932 року в умовах ідейного розколу в Лейбористській партії конференція НЛП більшістю голосів ухвалила рішення про вихід із Лейбористської партії.
Тоді ж НЛП стала співзасновницею Лондонського бюро — міжнародної асоціації лівосоціалістичних партій, які не примикали ні до реформістської соціал-демократії, ні до сталіністських компартій. Головував у ньому лідер НЛП Феннер Брокуей.
Після відколу від Лейбористської партії чисельність НЛП істотно скоротилася (майже в 4 рази), на 1935 рік залишилися 4392 члени (з 16773 у 1932) — деякі вирішили залишитися в рядах лейбористів, заснувавши там Соціалістичну лігу, інші перейшли до інших соціалістичних та комуністичних партій і організацій. 
Під час Громадянської війни в Іспанії (1936-1939) «незалежні», які підтримували республіканців, надавали особливо активну допомогу своїм товаришам по Лондонському бюро з антисталіністської марксистської партії ПОУМ, в ополченні якої воювали не менше 25 прихильників НРП, включно з Джорджом Орвеллом.
Під час Другої світової війни НЛП не підтримувала коаліцію, до складу якої входили всі основні політичні партії Великої Британії. На парламентських виборах 1945 року до Палати громад пройшли три члени НЛП від міста Глазго. У 1947 році багато членів НРП перейшли до Лейбористської партії. У повоєнні роки НЛП брала активну участь в антиколоніальному, антивоєнному та антиядерному русі, відстоювала робітничий контроль на підприємствах.
В 1975 НЛП змінила назву на «Незалежне робітниче видавництво» (англ. Independent Labour Publications) і стала однією з груп всередині Лейбористської партії.